# Maechidius insularis
Maechidius insularis är en skalbaggsart som beskrevs av Lea 1917. Maechidius insularis ingår i släktet Maechidius och familjen Melolonthidae. Inga underarter finns listade i Catalogue of Life.